# سیارک ۴۲۷۸
سیارک ۴۲۷۸ (به انگلیسی: 4278 Harvey، نامگذاری:1982SF) چهار هزار و دویست و هفتاد و هشتمین سیارک کشف شده‌است که در ۲۲ سپتامبر ۱۹۸۲ کشف شد.
قدر مطلق سیارک برابر ۱۴٫۰۰ است.